# Hrubá Horka
Hrubá Horka je část města Železný Brod v okrese Jablonec nad Nisou. Nachází se na severovýchodě Železného Brodu. Hrubá Horka je také název katastrálního území o rozloze 2,53 km². V katastrálním území Hrubá Horka leží i Malá Horka.

## Historie
První písemná zmínka o vesnici pochází z roku 1543.

## Pamětihodnosti
- Venkovské usedlosti čp. 11, 12, 13, 31 a 35
- Sousoší Piety

## Rodáci
- Josef Farský (1914–1980) – malíř

- Miloslav Klinger (1922–1999) – sklářský výtvarník a designér